# 서비스 엔트런스 - 6층의 여인
서비스 엔트런스 - 6층의 여인(Les Femmes Du 6eme Etage, Service Entrance - The Women on the 6th Floor)은 프랑스에서 제작된 필립 르 게이 감독의 2011년 코미디, 드라마 영화이다. 파브리스 루치니 등이 주연으로 출연하였다.

## 출연

### 주연
- 파브리스 루치니
- 상드린 키베를랭

### 조연
- 나탈리아 베르베케
- 카르멘 마우라
- 로라 두에나스
- 콘차 갈란
- 마리 아멜 드가이
- 오드리 플뢰로
- 쟝-끌로드 제이
- 빈센트 네메스

## 제작진
- 프로듀서: 에티엔 코마
- 프로듀서: 필립 로셀렛
- 미술: 피에르-프랑소와 림보스치
- 의상: 크리스챤 개스크
- 섭외: 타티아나 비알레